# Pauli Riihimäki
Pauli Toivo Johannes Riihimäki (* 24. November 1916 in Aura bei Turku; † 26. November 1979) war ein finnischer Ringer.

## Werdegang
Pauli Riihimäki begann als Jugendlicher mit dem Ringen. Er gehörte dem Sportclub Helsingin Paini-Miehet an und betätigte sich, wie damals oft üblich, in beiden Stilarten, dem griechisch-römischen und dem freien. Er wog als Erwachsener ca. 90 kg und startete meist im Schwergewicht, das zu seiner Zeit bereits bei 87 kg Körpergewicht begann.
Ab 1940 gewann er bei den finnischen Meisterschaft Medaillen. Im griechisch-römischen Stil belegte er 1940 im Schwergewicht hinter Uuno Vento und Yrjö Turja den 3. Platz und im freien Stil kam er 1942 in der gleichen Gewichtsklasse hinter Pekka Mellavuo und Veikko Peräkorpi ebenfalls auf den 3. Platz. Finnischer Meister im griechisch-römischen Stil wurde er nur 1944 im Schwergewicht. Im freien Stil wurde Pauli Riihimäki insgesamt fünf Mal finnischer Meister und zwar 1945, 1950, 1951 und 1952 im Schwergewicht und 1948 im Halbschwergewicht.
Die internationale Laufbahn von Pauli Riihimäki litt daran, dass von 1940 bis 1945 infolge des Zweiten Weltkrieges keine internationalen Meisterschaften stattfanden. Für die Teilnahme an den Olympischen Spielen war er 1936 noch zu jung, 1940 und 1944 fielen die Olympischen Spiele aus. Im Jahre 1948 versuchte er sich bei der finnischen Meisterschaft im griechisch-römischen Stil im Halbschwergewicht für die Olympischen Spiele 1948 in London zu qualifizieren. Er scheiterte dabei aber an Kelpo Gröndahl, hinter dem er den 2. Platz belegte. Kelpo Gröndahl wurde dann in London auch Olympiasieger. Bei den Olympischen Spielen 1952 in Helsinki wurde ihm Tauno Kovanen, der bei der finnischen Meisterschaft hinter ihm und Jaakko Virta den 3. Platz belegte, vorgezogen.
1947 startete Pauli Riihimäki bei der Europameisterschaft im griechisch-römischen Stil in Prag. Im Schwergewicht unterlag er dort in seinem ersten Kampf gegen Mustafa Çakmak aus der Türkei. Danach besiegte er Bertil Antonsson, Schweden, János Rihetzky, Ungarn, Jaroslav Sysel, Tschechoslowakei und Natale Vecchi, Italien. Er belegte damit hinter Johannes Kotkas, den estländischen Europameister von 1939, der ab 1946 für die Sowjetunion startete und Mustafa Cakmak den 3. Platz.
1950 fanden in Stockholm erstmals nach 1922 wieder Weltmeisterschaften statt. Pauli Riihimäki startete im griechisch-römischen Stil im Schwergewicht und unterlag sowohl gegen Bertil Antonsson, als auch gegen Gyula Bóbis aus Ungarn und belegte den 6. Platz.
Bei der Weltmeisterschaft 1951 in Helsinki startete Pauli Riihimäki wieder im Schwergewicht. In diesem Jahr fand die Weltmeisterschaft im freien Stil statt. Pauli Riihimäki hatte in der 1. Runde Freilos. In der 2. Runde verlor er gegen Willy Lardon aus der Schweiz. In der 3. Runde besiegte er Natale Vecchi aus Italien und in der 4. Runde verlor er gegen Bertil Antonsson, in der wiederum Natale Vecchi Willy Lardon besiegte. Die komplizierte Auswertung dieser Ergebnisse ergab dann, dass Bertil Antonsson Weltmeister vor Pauli Riihimäki, Natale Vecchi und Willy Lardon wurde.

## Internationale Erfolge
| Jahr | Platz | Wettbewerb      | Stil  | Gewichtsklasse | Ergebnisse |
| 1947 | 3.    | EM in Prag      | Greco | Schwer         | nach einer Niederlage gegen Mustafa Cakmak, Türkei und Siegen über Bertil Antonsson, Schweden, János Rihetzky, Ungarn, Jaroslav Sysel, Tschechoslowakei und Natale Vecchi, Italien |
| 1950 | 6.    | WM in Stockholm | Greco | Schwer         | nach Niederlagen gegen Bertil Antonsson und Gyula Bóbis, Ungarn |
| 1951 | 2.    | WM in Helsinki  | F     | Schwer         | nach einem Freilos, einer Niederlage gegen Willy Lardon, Schweiz, einem Sieg über Natale Vecchi, Italien und einer Niederlage gegen Bertil Antonsson                               |

Erläuterungen
- Greco = griechisch-römischer Stil, F = Freistil
- Halbschwergewicht, damals bis 87 kg, Schwergewicht, ab 87 kg Körpergewicht
- WM = Weltmeisterschaft, EM = Europameisterschaft